# Anton Korobov
Anton Korobov (Kemerovo, 25 giugno 1985) è uno scacchista ucraino.
Nato a Kemerovo in Russia, si è poi trasferito in Ucraina e gioca in tutte le competizioni per tale paese. 
È diventato Grande maestro nel 2003, all'età di 18 anni.
Ha vinto 4 volte (nel 2002, 2012, 2018 e 2020 ) il Campionato ucraino.
In dicembre 2013 ha vinto a Varsavia il campionato europeo blitz.
Altri risultati:
- 2011: vince l'open di Nakhchivan; partecipa alla Coppa del mondo 2011 ma viene eliminato nel secondo turno da Nikita Vitjugov;
- 2012: in febbraio è =1º-3º con Mateusz Bartel e Pavlo El'janov nell'undicesima edizione dell'Open Aeroflot di Mosca;
- 2013: terzo nel campionato ucraino, dietro a Jurij Kryvoručko e Ruslan Ponomarëv; nella Coppa del mondo di Tromsø in Norvegia supera nei primi quattro turni Vasif Durarbayli, Baadur Jobava, Daniil Dubov e Hikaru Nakamura, ma nei quarti di finale viene eliminato dall'ex campione del mondo Vladimir Kramnik poi vincitore della Coppa.
- 2015: in ottobre a Pojkovskij vince il Torneo di Karpov.[4]
- 2017: in maggio vince il Campionato russo a squadre con il team della Siberia.[5]
- 2018: in ottobre durante le Olimpiadi di Batumi ottiene la Medaglia d'oro in 5^ scacchiera, imbattuto con 6,5 punti su 8 partite.[6]
- 2019: in dicembre vince a Barcellona il 6º Sitges International Chess Festival, imbattuto con 8,5 punti su 10.[7]
- 2024: in aprile vince la Bundesliga con la squadra SC Viernheim, in dicembre ottiene a Skopje la medaglia d'argento nei Campionati Europei Rapid 2024 [8] .

Ha raggiunto il massimo rating Elo in gennaio 2014, con 2 723 punti, numero 25 al mondo e 3 tra i giocatori ucraini.